# Acreție (astronomie)

Ilustrație artistică a unui sistem binar cu un disc de acreție, în jurul unei găuri negre

Acreție este fenomenul de captare gravitațională a corpurilor cerești mici de către corpuri mai mari, prin care acestea din urmă își măresc masa. În mod cu totul excepțional, stelele în vârstă, trecând cu viteze mici prin nori interstelari foarte denși, ar putea capta materia interstelară prin acreție regenerându-și păturile externe și căpătând astfel aspectul de stele cu spectru timpuriu ( B, A ). Acreția joacă un rol important în transferul de materie între cele două stele ale unei binare strânse.